# Seututie 178
Pour les articles homonymes, voir Route 178.
La route régionale 178 (finnois : Seututie 178) est une route régionale à Loviisa en Finlande.

## Description
La Seututie 178, ou Valkontie, commence à son croisement d'Helsingintie et se termine au port de Loviisa dans le quartier Valko.
La route est à deux voies et mesure 5,3 kilomètres de long. 
La limite de vitesse sur route est principalement de 80 km/h.

## Parcours
- Helsingintie, Loviisa
- Port de Loviisa